# ناتاشا أوكيف
ناتاشا أوكيف (مواليد 1 ديسمبر 1986) هي ممثلة بريطانية، أشتهرت لدورها في مسلسل غير أكفاء وبيكي بلايندرز.

## روابط خارجية
- ناتاشا أوكيف على موقع IMDb (الإنجليزية)
- ناتاشا أوكيف على موقع روتن توميتوز (الإنجليزية)
- ناتاشا أوكيف على موقع ألو سيني (الفرنسية)
- ناتاشا أوكيف على موقع قاعدة بيانات الفيلم (الإنجليزية)